# Saccharum villosum
Saccharum villosum är en gräsart som beskrevs av Ernst Gottlieb von Steudel. Saccharum villosum ingår i släktet Saccharum och familjen gräs. Inga underarter finns listade i Catalogue of Life.